# Kärnreaktor
En kärnreaktor (i äldre svenska atommila eller mila) är en anordning där en kontrollerad kedjereaktion med kärnklyvning upprätthålls. Kärnreaktorer finns för olika användningsområden och med olika konstruktionsprinciper.
Den vanligaste användningen av kärnreaktorer är som landbaserad energikälla för att producera elkraft, men i vissa fall även för att driva fartyg. Värmen från kärnreaktionen alstrar ånga som driver ångturbiner som i sin tur driver generatorer eller propellrar. Vid omvandlingen av värmeenergi till mekanisk energi går normalt cirka 2/3-delar av energin förlorad i spillvärme, medan cirka 1/3-del nyttiggörs för elproduktion eller propulsion.

## Funktionsprincip

Klyvning av U-235: En neutron absorberas av en uran-235 atomkärna, som i sin tur delar sig i snabba lätta fissionsprodukter och nya fria neutroner.

I en kärnreaktor sker kärnreaktioner varvid energi frigörs. Den vanligaste reaktionen är klyvning av uran-235-atomer. Klyvningen åstadkoms genom att urankärnorna träffas av neutroner. När en atomkärna träffas av en neutron med lämplig hastighet, kan den klyvas till två lättare atomkärnor samt 2-3 stycken nya neutroner. De i klyvningen uppkomna kärnorna är i allmänhet instabila och avger strålning och energi när de sönderfaller till stabila isotoper. Klyvnings- eller fissionsprodukterna har en lägre bindningsenergi än urankärnorna och neutronerna, och därmed frigörs energiöverskottet som värmeenergi.
Vid klyvning av en kärna uran-235 uppstår normalt 2-3 nya neutroner, som sedan kan starta nya reaktioner med andra atomkärnor. Så kallade fördröjda neutroner utgör ca 1 % av neutronerna, som bildas av kärnklyvning och de möjliggör mekanisk reglering av reaktorn.
Vid drift vid en viss effektnivå kommer varje kärnklyvning i medeltal ge upphov till en neutron, som orsakar en ny klyvning, och det sker ett konstant antal klyvningar per tidsenhet. Skulle varje klyvning ge upphov till mer än en ny klyvning så accelererar processen och ger en ökande effekt, och processen är överkritisk vilket måste begränsas innan effekten blivit alltför hög. Omvänt riskerar processen att dö ut, om andelen klyvningsinducerande frigjorda neutroner är för låg.
För att reglera kvoten använder man styrstavar, som kan föras in i härden och minska mängden klyvningsbenägna neutroner. Stavarna innehåller neutronabsorberande ämnen, till exempel bor, kadmium eller hafnium, vilka har förmågan att bromsa upp neutronerna så att klyvning begränsas eller förhindras. Stavarna är anordnade så att de vid oförutsedda händelser automatiskt skjuts in i härden för att göra reaktorn underkritisk. Många reaktorer har även kompletterande system för att mata in borerat vatten.

## Reaktorgenerationer
Allt efter anläggningarnas ålder och tekniska status brukar man tala om skilda generationer. 
Generation 1: Den första generationens reaktorer avser försöks- och demonstrationsanläggningar från 1950- och 60-talen. Dessa har i allmänhet tagits ur drift.
Generation 2: De äldre kommersiella, fullskaliga kärnkraftverk med olika typer av säkerhetssystem, som i dag är i produktion, är andra generationens reaktorer. Samtliga svenska kärnkraftverk hör till denna kategori, men har fått förbättrad säkerhet genom haverifilter (drifttaget 1989) och oberoende härdkylning (planerad drifttagning 2021).
Generation 3: Den tredje generationens reaktorer är modernare anläggningar som har säkerhetssystem som även under stora störningar ska kunna klara stora härdskador med små utsläpp samt till exempel påflygning med trafikflygplan. Exempel på denna reaktortyp är EPR som 2019 tagits i drift i Kina samt (2019) är under uppförande i Flamanville i Frankrike och Olkiluouto i Finland.
Generation 4: Den fjärde generationens reaktorer är fortfarande (2019) på forskning och utvecklingsstadiet och väntas kunna utnyttja bränslet upp till 100 gånger effektivare än dagens reaktorer och ge mindre mängder långlivat avfall.

## Reaktortyper
Inom de olika generationerna finns ett antal skilda reaktortyper och de kan delas upp på flera olika sätt.

### Typ av kärnreaktion
Dagens kärnreaktorer använder fission för att producera energi och man kan använda en moderator för att få termiska neutroner (termisk reaktor) eller utan moderator för snabba neutroner (snabb reaktor). Andra klyvbara ämnen som torium kan användas i kärnkraftverk tillsammans med uran.  Tidigare forskning har bedrivits i Tyskland och USA, men idag är Indien med sina stora toriumreserver det land, som mest intensivt forskar kring att använda torium som kärnbränsle i stor skala. Indiens kärnkraftsprogram är inriktat på att slutligen uteslutande använda torium och fasa ut uran. Carlo Rubbia har också förespråkat en kommande generation baserad på torium. En variant baseras på acceleratordrivna system med en underkritisk reaktor.
Väte kunde i teorin användas som kärnbränsle, med fusion, men de praktiska problemen har inte lösts. Forsknings- och enstaka demonstrationsanläggningar för fusion finns, men de kan inte producera något nettotillskott av energi.
Vedertagna, oftast engelskspråkiga, förkortningar anges med versaler nedan.

### Typ av moderatormaterial
- Vattenmodererade
  - Lättvatten; Lättvattenreaktorer
    - Tryckvattenreaktor (PWR)
    - VVER
    - Kokvattenreaktor (BWR)
    - Avancerad kokvattenreaktor (ABWR)

  - Tungt vatten; Tungvattenreaktorer
    - SGHWR
    - CANDU-reaktor

- Grafitmodererad reaktor
  - Magnox-reaktor
  - Avancerad gaskyld reaktor (AGR)
  - RBMK
  - Pebble bed-reaktor (PBMR)
  - Smält salt-reaktorer (MSR)

- Icke modererade, snabba
  - SSTAR
  - Flytande metall-reaktorer (LMFR)
    - Bridreaktor

### Typ av kylmedel
- Vatten
  - Tryckvattenreaktor (PWR)
  - Kokvattenreaktor (BWR)
- Flytande metall (LMFR)
  - Bridreaktor[förtydliga]
  - Natriumkylda reaktorer
  - Blykylda reaktorer
- Gaskyld Reaktor (HTGR)
- Gas (GCR)
  - Luftkylda reaktorer
  - Koldioxidkylda reaktorer
    - Magnox
    - Avancerad gaskyld reaktor

  - Heliumkylda reaktorer
    - Pebble bed modular reactor (PBMR)

### Indelning efter bränslets fas
- Fast
- Flytande
- Gas

### Användningsområde
- Elproduktion i kondenskraftverk (99 %)
- Kombinerad produktion av el och fjärrvärme (1 %), för närvarande endast Bilibino kärnkraftvärmeverk
- Produktion av
  - Bränsle till kärnvapen
    - Bridreaktorer

  - Radionuklider till medicinska tillämpningar
- Forskning
  - Forskningsreaktorer
- Mobila reaktorer
  - SSTAR
  - Flytande kärnkraftverk
  - Framdrift av fartyg

### Enligt kylmedium och moderator
Om man sorterar efter kylmedium och moderator, kan man skapa nedanstående tabell. Observera att de båda utgörs av samma ämne i många vanliga reaktortyper. 
- Vattenkylda reaktorer (Lättvatten om inte annat anges)
  - Lättvattenmodererade (LWR)
    - Kokvattenreaktor (BWR)
    - Tryckvattenreaktor (PWR)

  - Tungvattenmodererade (HWR)
    - Exempel CANDU (Finns både med tung- och lättvatten som kylmedium)
    - Exempel SGHWR (Lättvattenkyld)

  - Grafitmodererade
    - Exempel RBMK
- Gaskylda reaktorer (GCR, oftast grafitmodererade)
- Hög Temperatur Gaskyld Reaktor (HTGR)
  - Luftkylda reaktorer
  - Koldioxidkylda reaktorer
    - Exempel Magnox

  - Heliumkylda reaktorer
    - Exempel PBMR
- Smält salt-reaktorer (MSR, oftast grafitmodererade)
- Småskalig modulär reaktor
- Flytande metall-reaktorer (LMFR, som också arbetar med snabba neutroner och därför saknar moderator)
  - Blykylda reaktorer
  - Natriumkylda reaktorer